# Charles Best
Charles Herbert Best (West Pembroke, Maine, 27 februari 1899 - Toronto, 31 maart 1978) was een Canadees medisch onderzoeker die een belangrijke rol speelde in de ontdekking van insuline.

## Biografie
De in West Pembroke geboren Charles Best was de zoon van Luella Fischer en Herbert Huestis Best. Zijn vader was plattelandsarts aan weerszijden van de Amerikaans-Canadese grens, waarbij Charles als tiener zijn vader vaak vergezelde. In 1915 verhuisde hij naar Toronto waar hij studeerde aan de Universiteit van Toronto. Drie jaar later onderbrak hij zijn studie en trad in dienst van het Canadese leger om te dienen in het Tweede Canadese tankbataljon. Na de oorlog voltooide hij alsnog zijn universitaire studie en behaalde een bachelorgraad in fysiologie en biochemie.
Als 22-jarige student was hij de assistent van Frederick Banting en speelde hij een rol in de ontdekking van insuline. Toen het Nobelprijscomité hem niet erkende, maar wel John Macleod, deelde Banting de helft van zijn geldprijs met Best. In 1926 zeilde Best en zijn echtgenote Margaret Mahon naar Engeland, waar Best twee jaar onderzoek deed in het laboratorium van Henry Dale in Londen. Dit onderzoek leidde tot de ontdekking van histaminase, een anti-allergeenenzym. In 1928 ontving hij zijn doctoraat van de Universiteit van Londen. In 1929 volgde Best Macleod op als hoogleraar fysiologie aan de Universiteit van Toronto. Hij behield deze positie tot 1965.
Tijdens de Tweede Wereldoorlog werkte hij mee in een programma om bloedserum te beschermen. Later werd hij adviseur voor het medisch research team van de Wereld Gezondheidsorganisatie (WHO). Best was gehuwd met Margaret Mahon (1900-1988) en samen kregen ze twee zonen. De ene zoon, Henry Best, was een historicus die later president werd van de Laurentian Universiteit van Sudbury. De andere zoon was Charles Alexander Best, een Canadees politicus en geneticus.

## Erkenning
In 1967 werd hij Companion van de Order of Canada. In 1994 werd hij opgenomen in de Canadian Medical Hall of Fame. Tien jaar later kwam hij terecht in de National Inventors Hall of Fame van Canada. De Universiteit van Toronto heeft een onderzoeksinstituut naar Best vernoemd.